# Leonardo Gutiérrez
Leonardo Martín Gutiérrez (Marcos Juárez, 16 maggio 1978) è un allenatore di pallacanestro ed ex cestista argentino.

## Carriera
Con l'Argentina ha disputato due edizioni dei Giochi olimpici (Atene 2004, Londra 2012), quattro dei Campionati mondiali (2002, 2006, 2010, 2014) e sei dei Campionati americani (1999, 2001, 2003, 2005, 2007, 2009).